# Tantilla oaxacae
Tantilla oaxacae là một loài rắn trong họ Rắn nước. Loài này được Wilson & Meyer mô tả khoa học đầu tiên năm 1971.